# Halifax County, Virginia
Halifax County är ett administrativt område i delstaten Virginia, USA, med 36 241 invånare. Den administrativa huvudorten (county seat) är Halifax. 

## Geografi
Enligt United States Census Bureau så har countyt en total area på 2 149 km². 2 122 km² av den arean är land och 27 km² är vatten.      

### Angränsande countyn
- Campbell County - nordväst
- Charlotte County - nordost
- Mecklenburg County - öst
- Granville County, North Carolina - sydost
- Person County, North Carolina - syd
- Caswell County, North Carolina - sydväst
- Pittsylvania County - väst